# Paul Walter Hauser
Paul Walter Hauser (ur. 15 października 1986 w Grand Rapids) – amerykański aktor filmowy i telewizyjny oraz komik.

## Życiorys
Urodził się w Grand Rapids, w stanie Michigan i wychowywał się w Saginaw jako syn Deborah i luterańskiego pastora, Paula Hausera. Uczęszczał do Valley Lutherian High School, prywatnej szkoły parafialnej w Saginaw.
W 2010 roku zadebiutował na dużym ekranie występem w filmie Virginia i jej problemy u boku Jennifer Connelly, Eda Harrisa i Emmy Roberts. Większą rozpoznawalność przyniosła mu rola Keitha w serialu Kingdom (2014–2017) oraz udział w takich filmach, jak Jestem najlepsza. Ja, Tonya (I, Tonya, 2017), Czarne bractwo. BlacKkKlansman (BlacKkKlansman, 2018) czy Pięciu braci (Da 5 Bloods, 2018). W 2019 roku zagrał tytułową główną rolę w opartym na faktach dramacie Clinta Eastwooda Richard Jewell, za którą otrzymał nagrodę National Board of Review za przełomowy występ.

## Życie prywatne
23 lipca 2020 roku Hauser ożenił się w Los Angeles z Amy Elizabeth Boland. Jest fanem wrestlingu.

## Filmografia
- 2010: Virginia i jej problemy (Virginia) jako Dale
- 2010: Community jako student (gościnnie)
- 2010: U nas w Filadelfii (It's Always Sunny in Philladelphia) jako Richie (gościnnie)
- 2010: Lee Mathers jako Keanu
- 2011: Zdegradowani (Demoted) jako zdenerwowany sprzedawca (niewymieniony w czołówce)
- 2013: iSteve jako Pastey Jones
- 2013: Key & Peele jako różne role (gościnnie)
- 2013–2014: Betas jako Dashawn
- 2014–2017: Kingdom jako Keith
- 2015: Nocna zmiana (The Night Shift) jako Oren Edwards (gościnnie)
- 2015: Pogadanki Blunta (Blunt Talk) (gościnnie)
- 2017: Superstore jako Vince (gościnnie)
- 2017: A MIdsummer's Nightmare (TV) jako Nick Bottoms
- 2017: Jestem najlepsza. Ja, Tonya (I, Tonya) jako Shawn Echardt
- 2018: Straż wiejska 2 (Super Troopers 2) jako Lonnie Laloush
- 2018–2019: Unbreakable Kimmy Schmidt jako Tripp Knob (gościnnie)
- 2018: Czarne bractwo. BlacKkKlansman (BlacKkKlansman) jako Ivanhoe
- 2019: Late Night jako Eugene Mancuso
- 2019: Wolne bity (Beats) jako Terrence
- 2019: Richard Jewell jako Richard Jewell
- 2019: Cobra Kai jako Raymond "Stingray" (gościnnie)
- 2019: Posterunek w Reno (Reno 911!) jako Jeffy Renee Chisholm (gościnnie)
- 2020: Adam jako Trent
- 2020: Pięciu braci (Da 5 Bloods) jako Simon
- 2020: Eat Wheaties! jako James Fisk
- 2020: Songbird. Rozdzieleni (Songbird) jako Michael Dozer
- 2021: Silk Road jako Curtis Clark Green
- 2021: Cruella jako Horrace Badun